# Redmire
Redmire – wieś w Anglii, w hrabstwie North Yorkshire, w dystrykcie (unitary authority) North Yorkshire. Leży 69 km na północny zachód od miasta York i 335 km na północ od Londynu.